# Bedtime Stories
Bedtime Stories es el sexto álbum de estudio de la cantante estadounidense Madonna, publicado por primera vez el 21 de octubre de 1994 por las compañías Maverick, Sire y Warner Bros. Records. Para la producción, colaboró con Dallas Austin, Babyface, Dave «Jam» Hall y Nellee Hooper con el objetivo de cambiar a un sonido más convencional y atenuar su imagen pública, tras enfrentar respuestas negativas crítica y comercialmente por proyectos sexualmente explícitos en 1992, especialmente con el álbum Erotica y el libro Sex. El lanzamiento del sencillo «I'll Remember» en marzo de 1994, para la banda sonora del filme With Honors, marcó el comienzo de esta nueva transformación y continuó con Bedtime Stories. De géneros pop y R&B, las letras exploran temas como el amor, la tristeza y el romance, pero con un enfoque más suave y reflexivo. No obstante, en otras canciones aborda la polémica en relación con sus trabajos anteriores, lo que los críticos analizaron como autobiográfico. Madonna también quería explorar la música club británica, cuyos géneros como el dub habían ganado popularidad, por lo que trabajó con la cantante islandesa Björk.
En términos generales, el disco obtuvo reseñas favorables de los críticos y periodistas musicales, quienes elogiaron la voz de la artista, la producción y la composición de las canciones. Asimismo, fue nominado a los premios Grammy de 1996 en la categoría de mejor álbum de pop. Desde el punto de vista comercial, debutó en la tercera posición de la lista Billboard 200 y recibió tres discos de platino por la Recording Industry Association of America (RIAA). Además, ingresó en el primer lugar en Australia y estuvo entre los cinco primeros en otros países europeos. En total, vendió un estimado de ocho millones de copias en el mundo.
Para la promoción del material, se publicaron cuatro sencillos: «Secret», «Take a Bow», «Bedtime Story» y «Human Nature», de los cuales el primero se convirtió en el 35.º tema consecutivo de Madonna en ubicarse entre los diez primeros puestos en Reino Unido, mientras que el segundo permaneció siete semanas en lo más alto del conteo Billboard Hot 100; sin embargo, los últimos dos no pudieron igualar el éxito de sus predecesores. La artista interpretó «Take a Bow» y «Bedtime Story» en los premios American Music y Brit, respectivamente. Sumado a ello, hubo planes de realizar una gira mundial, pero finalmente no se llevó a cabo debido a que Madonna había obtenido el papel principal en la película Evita, de 1996. 
Publicado en una época en la que los medios y el público seguían cuestionando la carrera de la artista, esperaban que Bedtime Stories fuese publicitado como una disculpa luego de todos los escándalos que la rodearon años anteriores. Sin embargo, se negó a mostrar arrepentimiento y a abandonar su provocación sexual, y afirmó que había sido malinterpretada. Tras su publicación, algunos medios lo reconocieron como uno de los mejores álbumes de 1994 y la revista Slant lo incluyó dentro de los mejores de la década de 1990. En reseñas retrospectivas, numerosos críticos lo consideraron no solo uno de los trabajos más destacados de Madonna, sino también de sus materiales más infravalorados y progresistas.

## Antecedentes

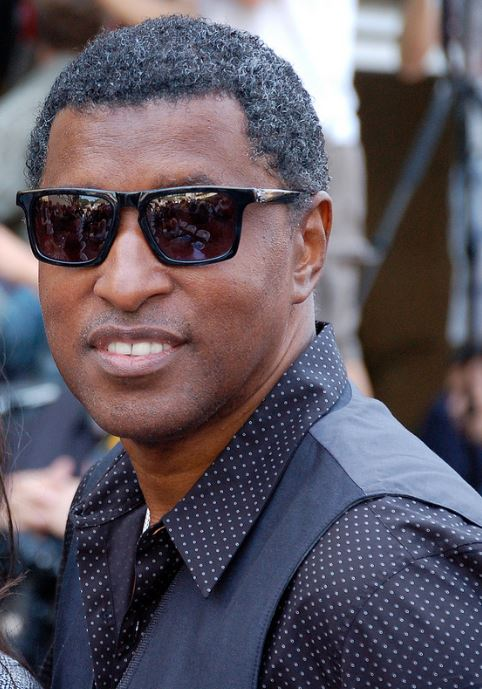
Babyface, uno de los productores de Bedtime Stories

En 1992, se publicó Sex, un coffee table book de Madonna que se caracterizó por su contenido sexualmente explícito y sus imágenes de fantasías voyeristas. Al mismo tiempo, salió a la venta Erotica, su quinto álbum de estudio, y tiempo después protagonizó la película Body of Evidence. Todos estos proyectos causaron controversias y recibieron críticas negativas tanto de los medios como de los admiradores de la cantante, que la vieron como una «renegada sexual» e incluso afirmaron que «había ido demasiado lejos» y que su carrera «había terminado». Aunado a ello, su aparición en el programa de entrevistas Late Show with David Letterman, en marzo de 1994, se destacó por su comportamiento controvertido, pues utilizó lenguaje soez que fue censurado en la televisión, hizo insinuaciones sexuales e inclusive ofreció al conductor una de sus bragas para que las oliese. Esto conllevó a que el episodio fuese el más censurado en la historia de los talk shows de Estados Unidos, aunque a la vez el programa obtuvo uno de los índices de audiencia más altos. En palabras de Joe Lynch, de Billboard: «Por primera vez en una década de estrellato, las personas ya no se sorprendían por sus payasadas y, peor aún, a menudo estaban cansados de ella». En marzo de ese mismo año, Madonna interpretó la canción «I'll Remember» para la banda sonora de la cinta With Honors, la cual recibió opiniones favorables de la crítica y fue vista como el primer paso positivo de la cantante por reconectarse con el público en general y redefinir su carrera.
En lo que respecta a ese período de su carrera, la artista declaró que hubo un tiempo en el que «no podía abrir un periódico o una revista y no leer algo increíblemente mordaz sobre mí». En una entrevista con Los Angeles Times, profundizó: «Siento que me han malinterpretado. Traté de hacer una declaración sobre sentirse bien con uno mismo y de explorar tu sexualidad, pero la gente entendió que todos deberían salir y tener sexo con todos, y que yo sería la líder de aquello. Así que decidí dejarlo porque eso es en lo que todos terminaron centrándose. El sexo es un tema tan tabú y es una distracción tal que preferiría ni siquiera ofrecerlo». Durante 1994, Madonna empezó a trabajar en su sexto álbum de estudio; para ello, exploró nuevos géneros musicales como el hip hop, new jack y R&B, sonidos que dominaban las radios y las listas musicales de aquella época. Además, deseaba «suavizar» su imagen y que las canciones tuvieran un estilo más romántico, por lo que decidió trabajar con productores reconocidos de dichos géneros y tomó una imagen más apropiada para el público en general. En este sentido, colaboró con Dallas Austin, Babyface y Dave «Jam» Hall, así como con el británico Nellee Hooper. Se convirtió en una de las pocas ocasiones en que trabajó con productores conocidos, la primera desde Nile Rodgers en Like a Virgin (1984). Cuando se le preguntó sobre el disco, declaró que quería que el público se concentrara en los aspectos musicales y que las canciones hablaran por sí mismas, ya que no estaba interesada en conceder muchas entrevistas ni salir en la portada de revistas. Lo describió como «muy romántico» y una «combinación de pop, R&B y hip hop». En otro diálogo con la revista The Face, explicó las principales inspiraciones detrás de Bedtime Stories, así como la razón de trabajar con productores de R&B:

Estuve en un estado de ánimo reflexivo. Hice muchas búsquedas interiores y me sentí romántica cuando estaba haciendo el álbum, así que escribí sobre eso. Quería trabajar con un montón de productores diferentes. El álbum de Björk [Debut] fue uno de mis favoritos durante años, se produjo de manera brillante. Y también quería trabajar con Massive Attack, por lo cual, obviamente, él estaba en la lista. Nellee fue la última persona con la que trabajé, y no fue hasta ese momento que comprendí el sonido de todo el disco, así que tuve que volver y rehacer mucho.

## Desarrollo y grabación
| Una vez que [Madonna] sacaba sus ideas, estaba abierta a las tuyas. No querías entrar con ella y en seguida decir, «bueno, oigo esto», porque era muy específica y articulada. Ya tenía el sonido en su cabeza. Pero luego de que hablaba, aportábamos nuestro granito de arena. —La corista Donna De Lory sobre el desarrollo del álbum. |

Madonna grabó Bedtime Stories con un equipo más reducido de músicos y compositores nuevos, con los que trabajó por primera vez, en nueve estudios diferentes: Axis Studios, The Hit Factory y Soundworks, ubicados en Nueva York; Chappel Studios (Los Ángeles); DARP Studios y Tea Room (Atlanta); The Enterprise (Burbank); The Music Grinder (Hollywood); y Wild Bunch Studios (Londres). Primero empezó a trabajar con Shep Pettibone, quien había coproducido su anterior material, Erotica (1992). Sin embargo, notó que estaban haciendo el mismo tipo de música de ese disco, lo cual no le agradaba, y ella quería regresar a sus «raíces» —el R&B—, por lo que abandonó el proyecto. Cuando Bedtime Stories salió a la venta, agradeció a Pettibone en los créditos del álbum por haber sido «comprensivo». En ese momento, era admiradora de «When Can I See You» (1994) de Babyface y, dado que quería «abundantes baladas» para su disco, se interesó en colaborar con él, cuyo trabajo con artistas como Whitney Houston, Boyz II Men y Toni Braxton había logrado éxito comercial. Ambos trabajaron en tres temas en su estudio en Beverly Hills, de los cuales «Forbidden Love» y «Take a Bow» terminarían en el álbum. Con respecto al desarrollo de esta última canción, recordó que tocó la base de unos acordes y a la cantante le gustó, de manera tal que empezaron a escribir. De acuerdo con el productor, «fue solo un compás y los acordes. A partir de ahí colaboramos y la construimos. [...] No estaba pensando tanto en las listas musicales. Creo que me impresionaba más el hecho de estar trabajando con Madonna. Al principio fue surrealista, pero luego conoces un poco a la persona, recuperas el control y luego es solo trabajo». Asimismo, expresó que para «Forbidden Love» ella escuchó la pista básica y «todo comenzó a salir», y reconoció que había sido un proceso «mucho más fácil» de lo que creyó.
A través de Babyface, Madonna conoció a Austin, quien había ganado reconocimiento por producir Ooooooohhh... On the TLC Tip (1992) y The Pendelum Vibe (1994), los álbumes debut de TLC y Joi, respectivamente. Según la cantante: «Quería saber "¿quién es él? ¿Quién lo produjo? ¿Cómo sucedió esto?"». Ambos crearon tres pistas, «Secret», «Don't Stop» y «Sanctuary»; la primera la produjo originalmente Pettibone en una maqueta bajo el título «Something's Coming Over Me». Sin embargo, Austin reorganizó la composición musical por completo, por lo que recibió créditos junto con Madonna, y la versión final se tituló «Secret». Para «Survival», la canción que abre el disco, las coristas Donna De Lory y Niki Haris fueron contactadas para que proporcionaran armonías. De Lory declaró que las sesiones tomaron «un par de horas» y no hubo repeticiones, y agregó que «en el momento en que entrabas [al estudio], ella ya te estaba dando la hoja con la letra. Ese era el ambiente, no veníamos solo para pasar el rato. Es divertido, pero estamos aquí para trabajar y hacer esto».
De acuerdo con la autora y biógrafa Lucy O'Brien, si bien Madonna quería tener un «impacto» en el mercado de la música soul, su trabajo con los productores de R&B había «subestimado sus limitaciones vocales». En ese momento, su voz no era lo «suficientemente poderosa» como para alcanzar las notas, por lo que al buscar otro «gusto» para el álbum, decidió explorar la música club británica, cuyos géneros como el dub habían ganado popularidad con artistas como Björk y las bandas Massive Attack y Soul II Soul. De esta manera, colaboró con compositores y productores europeos especializados en la música electrónica, entre ellos Marius de Vries y Hooper, que agradó a la cantante por su «sensibilidad muy europea» y a quien reconoció como la mayor influencia en el resultado general. Los tres se reunieron en Los Ángeles y las sesiones de grabación tuvieron lugar en los estudios Chappell, en Encino, durante el verano boreal de 1994. Allí, Madonna y Hooper produjeron «Survival», «Inside of Me» y «Bedtime Story», coescrita por Björk. Sobre esta última, Madonna se contactó con la islandesa a través de sus conexiones con Hooper y de Vries y le propuso escribir una canción para el disco. Aunque no se consideraba admiradora de la música de la cantante, aceptó la propuesta y entregó una maqueta llamada «Let's Get Unconscious» a los productores, quienes modificaron varias partes —por lo que recibieron créditos como autores— y la versión final llevó por título «Bedtime Story». Al trabajar con varias personas, de Vries expresó que «uno debía tener cuidado de que [el disco] no terminara sonando demasiado desenfocado», aunque reconoció que fue Madonna, decidida a crear su álbum «lo más perfecto posible», que mantuvo una «visión general» y el resultado fue un sonido «bastante coherente».

## Composición
Desde el punto de vista musical, Bedtime Stories presentó un cambio notable en comparación con su trabajo anterior, Erotica. Es un álbum de géneros pop y R&B ambientado en ritmos de hip hop. Según Sheryl Garratt, de The Face, presenta un sonido más maduro, «con baterías y bajos soul/swingbeat» más pulidos, en lugar de los ritmos house de Erotica. De manera similar, Joe Lynch de Billboard señaló que la música y las letras eran «más suaves» y que Madonna se enfocó en la materia autobiográfica, opinión que otros críticos compartieron. La cantante prestó especial atención a la secuencia de las canciones, con el objetivo de crear un «álbum realmente cohesivo». Afirmó que todas reflejaban algo en su vida, «ya sea una experiencia que tuve o que estoy teniendo. Son un reflejo de mi actual estado de ánimo». Agregó: «En cuanto a letras y temática, describiría la mayoría de las canciones como románticas y reflexivas. Resultado de mi estado de ánimo durante los últimos años. Cuando estaba haciendo Erotica, prácticamente estaba trabajando al mismo tiempo en mi libro Sex. En ese momento me interesaba explorar el erotismo y mis fantasías sexuales. Ahora estoy explorando el romance. Musicalmente, Erotica era más club/house y tenía un ambiente algo industrial. Este es el otro lado del amor. Creo que el amor es erótico y romántico». En este punto, las letras tratan más sobre el romance, la pérdida del amor no correspondido, la depresión, la soledad y el luto, aunque también se explora lo religioso y lo espiritual, especialmente en «Secret» y «Sanctuary». En otros temas como «Survival» y «Human Nature», hay una actitud defensiva y sarcástica en torno a las críticas que enfrentó por los proyectos anteriores, y es «una respuesta directa a sus detractores».
«Survival», la primera canción, es un «número dulcemente funky» que transmite «una historia poco precisa del castigo que sufrió de los medios de comunicación y sus sentimientos previos al lanzamiento». Inicia con el verso I'll never be an angel / I'll never be a saint, it's true / I'm too busy surviving / Whether it's heaven or hell y la letra alude al sencillo «Live to Tell» (1986), en la línea I'm gonna be living to tell, con voces en double tracking y armonías. Madonna declara que no tiene tiempo para comportarse adecuadamente porque está «demasiado ocupada sobreviviendo», por esa razón «nunca será un ángel o una santa». La cantante realzó más los sonidos rítmicos y redujo los sonidos bajos, con el fin de complacer a la tendencia musical de entonces. Con múltiples hooks, trata sobre la supervivencia y contiene dualidades como el cielo-infierno, arriba-abajo, ángeles-demonios. «Secret» comienza con su voz cantando por encima de una guitarra acústica y un efecto wah-wah, antes de dar inicio a una sección de ritmo «retro» y «disperso». A esto le sigue una secuencia de acordes descendente y, cerca del minuto, aparece la percusión y Madonna canta el estribillo Something's coming over me mientras el sonido de las cuerdas respalda su voz. Durante el puente, se agrega otro solo de guitarra wah-wah junto con las cuerdas, y cerca del final las melodías agregan una armonía superior para agregar variedad. La letra simple presenta una mezcla de anhelo, melancolía, espiritualidad, humanidad y autoempoderamiento. La voz permanece en el centro de la producción, mientras recita líneas como happiness lies in your own hand. A lo largo del tema, también repite My baby's got a secret, aunque nunca se revela cuál puede ser ese secreto. «I'd Rather Be Your Lover» abre con un riff de cuatro acordes y se interpreta en un tempo moderadamente lento; en la letra, Madonna desea lo inalcanzable a través de «procesos de negociación»: I could be your sister, I could be your mother, We could be friends, I'd even be your brother. Durante el puente, Meshell Ndegeocello hace un break de ocho compases y rapea Tell me what you want / Tell me what you need. La voz de Madonna, en primer plano, se yuxtapone con los versos del rap de Ndegeocello y finaliza preguntando Are you surprised? De géneros trip hop y new jack swing, se compara con las pistas del álbum Dummy, de la banda Portishead, y utiliza un sample de «It's Your Thing», interpretada por Lou Donaldson.
| Son muy específicas [«Survival» y «Human Nature»]. Las otras canciones podrían ser sobre cualquiera, pero en estas dos es bastante obvio que me dirijo al público. Y básicamente dicen lo mismo: «¡Oigan! Déjenme en paz, no me echen todos sus complejos sobre mí». —Madonna sobre «Survival» y «Human Nature». |

«Don't Stop», el cuarto tema de características hip hop, posee un bajo vibrante superpuesto con cuerdas que repiten y acompañan los riffs en gestos sostenidos y glissandi. La retórica se muestra mediante las órdenes de Madonna: Don't stop doin' what you're doin' baby, don't stop, keep movin' keep groovin'. «Inside of Me» inicia con el mismo tempo que «Don't Stop», con guitarras, cuerdas sostenidas, un bajo vibrante y teclados al estilo jazz, mientras la artista canta en un registro «entrecortado». La letra se interpreta como un «lamento post-ruptura» y como un aprendizaje para cuidar su memoria, cuando canta Even though you're gone, love still carries on. Sin embargo, también se la analizó como una dedicatoria a su madre fallecida —que la misma cantante confirmó en algunas entrevistas— específicamente en las líneas When my world seems to crumble all around / And foolish people try to bring me down / I just think of your smiling face. Las cuerdas y el sample de un saxofón hacen de «Inside of Me» una continuación directa de «Erotica», con un intervalo en el que el sonido de la batería disminuye y su voz se expone. En «Human Nature», el sexto tema, se enfrenta al machismo y a quienes la «condenaron» en los versos And I'm not sorry, I'm not your bitch, don't hang your shit on me, mientras repite en susurros el gancho express yourself, don't repress yourself, una referencia a su sencillo «Express Yourself» (1989). Trata, de manera explícita, del «frenesí mediático» que debió soportar por parte de los medios y el «desprecio» que siente por sus críticos. Consta de una secuencia de cuatro acordes con un bajo pesado y loopings de batería, y canta en un tono nasal que recuerda al estilo soul de los años 1990. Junto con «Survival», se convirtió en un vehículo para que expresara sus frustraciones con respecto a las controversias que la rodeaban.
La letra de «Forbidden Love», una balada soul, compara el rechazo con un afrodisíaco y descarta cualquier relación que no haya sido tocada por el tabú. Compuesta en una tonalidad menor y con voces susurrantes —una de ellas es de Babyface— cuenta con una sección de cuerdas en el puente y relata el deseo por aquello que está prohibido. Los instrumentos se mantienen al mínimo para enfatizar las voces y la canción finaliza poco a poco desvaneciéndose. «Love Tried to Welcome Me», otra balada «poética» con influencias del flamenco, está inspirada en una estríper que la cantante conoció en un club y fetichiza el rechazo. Los primeros 42 segundos consisten en una sección de cuerdas y frases de guitarra acústica y luego comienzan los versos. La canción proyecta un humor apagado y autoconfesional; afirma que se siente «atraída por la tristeza» y que la «soledad nunca ha sido una extraña». Al inicio de «Sanctuary», que presenta influencias del techno, recita una línea del poema Vocalism, de Walt Whitman: Surely whoever speaks to me in right voice, him or her I shall follow. En la letra, iguala el amor y la muerte y le confiesa a su amante cuánto la consuela. El final se une con el principio de la siguiente pista, «Bedtime Story», que comienza con sus acordes y con el verso Today is the last day that I'm using words / They've gone out / Lost their meaning. De género electrónica y con un ambiente psicodélico, se describe como un «himno a las alegrías de la inconsciencia y un rechazo de las supuestas limitaciones de la razón y el lenguaje». Se repite la palabra travelling a lo largo del tema, que funciona como un hook lírico y una metáfora «central». El álbum finaliza con «Take a Bow», una balada pop y R&B orquestal «con un toque japonés» de «Sukiyaki» (1961) de Kyū Sakamoto. El estribillo expresa el tema de decir adiós a un amante que no supo valorarla. El título hace juego con el verso all the world is a stage and everyone has their part, una referencia a la línea de la obra Como gustéis, de William Shakespeare: «El mundo es un gran teatro, y los hombres y mujeres son actores».

## Título y publicación
El título del álbum proviene de la canción homónima, coescrita por Björk y llamada en un primer momento «Let's Get Unconscious». La cantante pensó que Bedtime Stories sería un buen nombre debido a que todas las canciones eran «cuentos para dormir, como un relato, una historia que contar». El académico Georges-Claude Guilbert, autor de Madonna as Postmodern Myth (2015), sintió que este era un juego de palabras: «Como indica su título, la cama está, de hecho, en el centro de Bedtime Stories. Madonna se refiere a la vez a historias (posiblemente eróticas) contadas a la hora de dormir y a historias (eróticas) que tienen lugar a la hora de dormir (en la cama); a menudo cuentos de hadas (juego de palabras intencionado). En cierto modo, [el álbum] es realmente un libro de historias que puedes contar a tus hijos a la hora de dormir. Puede que les ayude a soñar con ser Madonna o con tenerla. Para Bedtime Stories también se explica la sexualidad a los niños: Madonna siempre ha pensado que los niños deberían estar mejor informados en ese aspecto». De manera similar, Rikky Rooksby, autor de The Complete Guide to the Music of Madonna (2004), indicó que tanto el título como la temática «sexual» de las canciones es lo que uno esperaría del sucesor de Erotica, aunque notó que la cantante «aparentemente lo vio más como un disco de amor y de romance». Al respecto, dudó por un momento en cambiar el nombre, dado que el público podría volver a ver «insinuaciones y artificios» donde en ningún momento se pretendió, como creer que el nombre significaba «canciones para la hora de tener sexo». Sin embargo, al final desistió de tal idea y concluyó: «Todos empezarían otra vez a acusarme de ser una zorra. Entonces pensé, "a la mierda, es un título hermoso"».
Como parte de las actividades con America Online y CompuServe, Warner Bros. anticipó el lanzamiento de Bedtime Stories a través de un mensaje de audio que estuvo disponible exclusivamente en línea en septiembre de 1994, algo inusual en ese momento, ya que menos del 15 % de los adultos en Estados Unidos tenía acceso a Internet. Dirigido a sus fanáticos, la cantante comenzaba diciendo: «Hola, todos ustedes cibernautas. Bienvenidos a la versión de los 90 de la intimidad: pueden escucharme, incluso pueden verme, ¡pero no pueden tocarme!». Además, los suscriptores de ambos servicios informáticos podían escuchar un fragmento del primer sencillo, «Secret», acceder a la información del disco y ver la portada. Editado en CD y casete por las compañías Maverick, Sire y Warner Bros., la primera fecha de publicación ocurrió el 21 de octubre de 1994 en la mayoría de los países europeos, así como en Australia y Nueva Zelanda. Tres días después, salió a la venta en Reino Unido y, a la fecha siguiente, en el resto del mundo, a excepción de Japón, que no estuvo disponible hasta el 5 de noviembre a través de Warner Music Japan. El 12 y 19 de agosto de 2016, volvió a publicarse en Estados Unidos y Reino Unido, respectivamente, en vinilo de 180 gramos, esta vez bajo el sello Rhino Records, mientras que en Australia, Nueva Zelanda y el resto de Europa, el 26 de ese mes.

## Portada

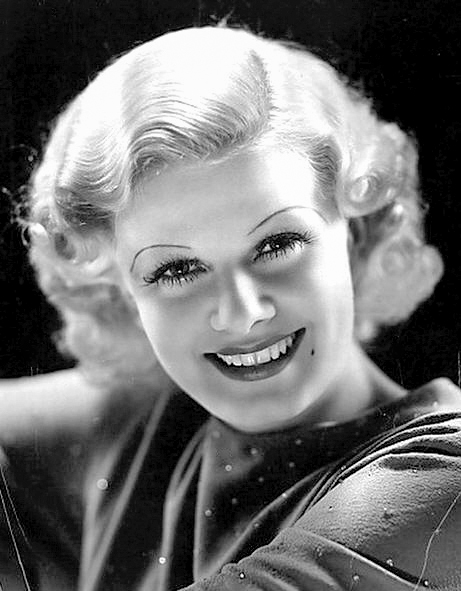
Para la portada del álbum, Madonna se inspiró en el estilo e imagen de la actriz Jean Harlow

Bajo la dirección artística de Fabien Baron, las fotografías para la portada de Bedtime Stories se realizaron en el Eden Roc Miami Beach Hotel en agosto de 1994 y fueron tomadas por el fotógrafo de modas francés Patrick Demarchelier. Madonna también trabajó con el estilista Sam McKnight, quien recordó que fue una sesión «simple», con menos de cincuenta personas, en el día del cumpleaños de la artista, por lo que concluyó rápidamente, ya que debía asistir a su fiesta esa noche en la ciudad. Para las fotos, lució las cejas arqueadas y se inspiró en la imagen y estilo de la actriz estadounidense Jean Harlow. La portada se publicó en línea en septiembre de 1994 junto con el mensaje de audio de Madonna y el adelanto de «Secret». Michael R. Smith, de The Daily Vault, la calificó como «colorida» y señaló que fue uno de los puntos más destacados del lanzamiento. En su reseña a la vida y carrera de Demarchelier, Valentine de Badereau la describió como «inolvidable».
La revista Marie Claire afirmó que Madonna había dejado atrás el personaje de «dominatrix con el diente de oro» de Erotica en favor de un estilo más «sutil» para esta ocasión. Observó que su maquillaje fue diseñado para halagar en vez de intimidar, el cabello «despeinado sugiere que acaba de tener una pelea de almohadas en lugar de una sesión de bondage, y ese negligé banal parece salido de los años 1950». El embalaje del disco presentaba un digitray blanco de plástico que contenía el CD, mientras que la carátula era de papel celeste con una textura aterciopelada. Durante una entrevista con la artista para la revista Q, el periodista británico Paul Du Noyer dio una descripción detallada de su cambio de imagen con el álbum:

Madonna luce mayor y más joven que en las fotos y en los vídeos: un poco más arrugada y posiblemente cansada, pero también menos madura y elegante. Su actitud es bastante adolescente, no de mujer fatal. Parece dispuesta a hacer travesuras, y aun así es bastante consciente de su poder. Al mismo tiempo, su franqueza es casi inocente. Estas combinaciones son extrañas, y le dan el aire de una niña prematuramente inteligente. Su estilo actual es [...] Jean Harlow y Angela Bowie. No es cautivadora, pero ciertamente es hermosa. Lleva el aro en la nariz que tanto molestó a Norman Mailer en una entrevista reciente. Si la vieras en la calle, pensarías que se parece a una chica que se parece un poco a Madonna.

## Promoción

### Sencillos
«Secret» se publicó como el primer sencillo del álbum el 20 de septiembre de 1994. Ocupó el primer lugar en Canadá, Finlandia y Suiza y estuvo entre los diez primeros en otros mercados musicales, entre ellos Estados Unidos, donde llegó al tercero en el conteo Billboard Hot 100. En Reino Unido, fue el 35.º sencillo consecutivo de Madonna que alcanzó los diez primeros de la UK Singles Chart, récord que inició con «Like a Virgin» (1984), y que ningún otro artista ha superado en la historia de la lista británica. Para el videoclip, filmado en blanco y negro y dirigido por Melodie McDaniel, la cantante lució el cabello rubio claro y maquillaje oscuro; en él, pasea por las calles de Harlem e interpreta el tema en el club Lenox Lounge. «Take a Bow» salió a la venta el 6 de diciembre de 1994. Desde el punto de vista comercial, alcanzó el puesto 16 en Reino Unido, lo que supuso el fin del récord anteriormente mencionado, aunque, por el contrario, se convirtió en su sencillo más exitoso en Estados Unidos, al permanecer siete semanas en lo más alto de la Hot 100 —la mayor cantidad para Madonna— y nueve en la lista radial Adult Contemporary. Sumado a ello, fue su undécimo y vigésimo tercer sencillo en llegar al primer puesto y a los cinco primeros en la lista principal, respectivamente —un récord para una artista femenina en ese momento—, y reemplazó a Carole King como la compositora con la mayor cantidad de números uno. Michael Haussman dirigió el vídeo musical, rodado en Ronda y en la plaza de toros de Antequera, en España. La cantante, cuyo estilo estuvo inspirado en la década de 1940, interpreta a la amante «abandonada» de un torero —estelarizado por el actor y torero español Emilio Muñoz— quien anhela su presencia con «lágrimas de desamor». Tras su estreno en MTV, generó controversia dado que activistas y organizaciones de los derechos de los animales la acusaron de glorificar la tauromaquia.
«Bedtime Story», el tercer sencillo, salió a la venta el 13 de febrero de 1995 en Australia y Europa y el 11 de abril en Estados Unidos. En este último país, solo alcanzó el número 42, de manera tal que terminó con su récord de 32 sencillos consecutivos que se ubicaron dentro de las cuarenta posiciones principales, que había comenzado con «Holiday» en 1983. De haber estado entre alguna de esas posiciones, Madonna habría sido la tercera mujer en la «era del rock» con la mayor cantidad de éxitos en el top 40, después de Aretha Franklin y Connie Francis. La falta de ventas físicas y de airplay en las estaciones de radio impidieron que entrara a los cuarenta primeros. Mark Romanek dirigió el vídeo musical, que en su momento fue el más caro de la historia con un presupuesto de cinco millones de dólares. Presenta imágenes surrealistas y new age e influencias de las obras de artistas como René Magritte, Remedios Varo, Frida Kahlo y Leonora Carrington, entre otros. «Human Nature» se lanzó como el cuarto y último sencillo del disco el 5 de mayo de 1995, en Europa y Australia, y un mes después en Estados Unidos. Alcanzó la octava posición en Reino Unido y los veinte primeros en otros países, mientras que en EE. UU. ocupó el número 46 en la Hot 100, aunque logró una mejor recepción en la lista Dance Club Songs al ubicarse en el segundo puesto. El vídeo, bajo la dirección de Jean-Baptiste Mondino, presenta a Madonna vestida con látex y cuero negro, mientras sus bailarines intentan atraparla con una cuerda.

### Apariciones públicas
Para empezar a publicitar el material, se emitieron anuncios en los canales de televisión que proclamaban que no habría «absolutamente ninguna referencia sexual en el álbum», a lo que Madonna comentó: «No porque esté avergonzada. No porque haya cambiado. No porque tenga una visión diferente de la vida. He consumido ese... género, por así decirlo. ¡Soy una nueva yo! Voy a ser una buena chica, lo prometo». Tras su publicación, ofreció algunas entrevistas a publicaciones internacionales como parte de la promoción del disco. Una de las primeras apariciones que hizo fue en París, donde la actriz Ruby Wax la entrevistó y habló sobre el disco. No obstante, Wax posteriormente criticó el encuentro pues se sintió intimidada por el séquito de Madonna y que los «nervios se apoderaron» de ella, lo que la obligó a hacer preguntas que, en sus palabras, no tenían sentido o parecían molestar a la cantante. Acompañada de Babyface y de una orquesta completa, interpretó por primera vez «Take a Bow» en los American Music Awards el 30 de enero de 1995. La cantante expresó que «nunca antes había estado tan nerviosa», y Babyface declaró: «Eso fue una locura para mí. Pensaba, "¡eres Madonna! ¡Estás en el escenario todo el tiempo!"». En noviembre de 2014, Erin Strecker de Billboard la calificó como una de las doce mejores presentaciones en la historia de los premios.
El 18 de febrero de 1995, arribó a Europa para promocionar el disco; ese mismo día, apareció en el programa de televisión alemán Wetten, dass..?, donde concedió una entrevista e interpretó «Secret» y «Take a Bow». Dos días después, presentó «Bedtime Story» en la 15.ª entrega de los premios Brit; lució un vestido blanco de Versace y extensiones hasta la cintura y la acompañó un trío de bailarines vestidos de satén. Madonna había invitado a Björk para que participara en la actuación, pero esta rechazó la oferta; sobre esto, comentó: «Se suponía que tendría su número personal y la llamaría, pero simplemente no me pareció adecuado. Me encantaría conocerla accidentalmente, bien ebria en un bar. Es solo esa formalidad la que me confunde». El 22 de febrero, cantó «Take a Bow» junto con Babyface en el Festival de la Canción de San Remo, ataviada con un vestido largo de noche y el cabello recogido en un moño; al finalizar la presentación, agradeció al público en italiano y recibió una ovación de pie. Para promocionar el estreno del videoclip de «Bedtime Story», MTV emitió un especial titulado Madonna's Pajama Party el 18 de marzo, llevado a cabo en el Webster Hall de Nueva York ante 2000 personas; luego, la cantante leyó a los espectadores el cuento infantil Miss Spider's Tea Party recostada en una enorme cama. El productor y DJ Junior Vásquez tocó remezclas tribales y trance de la canción, descritas por Larry Flick de Billboard como «vanguardistas». Previo al evento, el vídeo se estrenó como un cortometraje musical en tres diferentes salas de cine de Odeon Cineplex: en Broadway Cinema de Santa Mónica, en Chelsea Theater de Nueva York y en Biograph Theater de Chicago.
En enero de 1995, el periódico italiano Corriere della Sera reportó que la artista se presentaría en ese país como parte de una gira mundial para promocionar Bedtime Stories en mayo-junio o septiembre-octubre de ese año. Sin embargo, dos meses después, la cantante y su representante Freddy DeMann cancelaron todos los planes luego de que obtuviese el papel principal de Eva Perón en la película Evita, de Alan Parker. Su publicista, Liz Rosenberg, había considerado «una gira más corta» debido al rodaje, pero Madonna declaró: «He esperado años para este papel, y tengo que poner toda mi concentración en él. Me encanta salir de gira y tengo muchas ganas de salir con este álbum. Pero no puedo, pasaría de estar meses de gira directo al rodaje: me sentiría agotada y tensa. No sería bueno para la película que yo no pudiera entregar lo máximo de mi energía». A pesar de ello, Madonna incluyó los sencillos en el repertorio de sus siguientes giras mundiales: Drowned World (2001), Re-Invention (2004), Sticky & Sweet (2008-2009), MDNA (2012), Rebel Heart (2015-2016), Madame X (2019-2020) y Celebration (2023-2024).

## Recepción crítica
En términos generales, Bedtime Stories obtuvo reseñas favorables de críticos, académicos y periodistas musicales. Stephen Thomas Erlewine de AllMusic le otorgó cuatro estrellas de cinco y lo llamó un «álbum cálido, con ritmos profundos y dulcemente vibrantes». Sal Cinquemani, de la revista en línea Slant, también le concedió cuatro estrellas de cinco y expresó que era «un álbum conceptual [...] que se desarrolla como un cuento de hadas musical». En lo que respecta a las letras, el periodista destacó que, en esta ocasión, la cantante «parecía más interesada en la literatura y la psicología humana que en la biología sexual». Paul Verna de Billboard comentó que ella «se adhiere a una fórmula pop que produce muchos éxitos, con poco exceso de equipaje». Jim Farber de Entertainment Weekly elogió la composición de Madonna y declaró que en varias canciones expone una «perversidad emocional con la claridad que una vez tuvo reservada para sus problemillas sexuales». Robert Christgau eligió a «Don't Stop» como la más sobresaliente y escribió del disco: «[Un] amor propio seductor sobre las mejores pistas que la fama puede comprar». Calificado como «dulce y pulido», Johnny Dee de NME escribió que era su «LP más perdurable hasta la fecha». Stephen Holden del New York Times lo nombró «fácilmente [su] mejor álbum» y concluyó que era «una mezcla seductora de hip hop suave y baladas agridulces». Jon Pareles, del mismo periódico, notó que muchas de las canciones tenían «melodías pentatónicas», lo que las hacía «concisas y aparentemente inconclusas, con una resaca melancólica; el tono es suave, con toques de abundancia». En su biografía de la cantante, Borja Prieto y Natalia Flores expresaron que se trataba de un álbum «relajado, dulce y hasta cursi».
En general, la voz de Madonna recibió elogios de la crítica. Para Greg Kot, del Chicago Tribune, los «relajados» ritmos funk le permitieron sacar «el máximo provecho de su limitada voz». Tony Power, de la revista Blender, señaló que «Take a Bow» contó con su «mejor interpretación» y elogió los ritmos y samples «geniales» de Hooper, Austin y Babyface. J. D. Considine, en su opinión para el periódico The Baltimore Sun, reconoció que a pesar de que el disco no tenía mucho contenido «escandaloso», en esta ocasión el atrevimiento de la cantante tenía que ver más con la música que con las letras. El periodista afirmó que su voz era la «mayor fortaleza del álbum» y presentó algunas de las interpretaciones «más grandes de su carrera». El equipo de redacción de la revista People observó que su registro vocal más bajo, que sonaba menos agudo que en discos anteriores, se adaptó bien a los arreglos hip hop y su voz «hace que valga la pena quedarse despierto para estos cuentos para dormir». Sal Cinquemani concluyó que nunca antes había sonado «más vulnerable emocionalmente o más conectada intelectualmente» que en este disco. Para Tom Breihan de Stereogum, «[Bedtime Stories] no está ni cerca de ser el mejor álbum de Madonna, pero su elegante combinación de R&B y música club funciona mucho mejor de lo que probablemente debería». Por el contrario, en una opinión variada, Barry Walters del San Francisco Examiner señaló que la interpretación de Madonna en el new jill swing era «rica en sofisticación sonora», sin embargo, no poseía las «habilidades vocales para hacer que la melodía de una canción irradiara como el góspel».
La producción también recibió comentarios favorables. Por ejemplo, Erlewine de AllMusic sostuvo que Madonna quiso que los oyentes reconocieran que su música no era «unidimensional», y obtuvo éxito con ese objetivo gracias a la producción del álbum, pues «brinda su música más humana y abierta; es incluso seductora». Barbara O'Dair de Rolling Stone reconoció que, gracias al trabajo de los productores, «el álbum verdaderamente reluce» y admitió que Madonna creó «sonidos extremadamente atractivos». Como calificación, le otorgó tres estrellas y media de cinco. Stan Hawkins, musicólogo de la Universidad de Leeds, alabó la «combinación hábilmente producida de estilos dance y hip hop de los años 90». Michael R. Smith, de The Daily Vault, lo calificó con una «A-» y aprobó la decisión de la cantante de trabajar con «un grupo de los mejores productores de R&B», lo que resultó en un álbum con melodías «suavemente melódicas», entre ellas «Bedtime Story», que la escogió como la más destacada. Chris Willman de Los Angeles Times le otorgó dos estrellas y media de cuatro: elogió el trabajo de Austin y Hooper y, si bien le pareció el menos «notable» de todos sus discos, remarcó que no necesariamente era el menor de ellos, pues tenía una sensación «agradable y consistentemente relajante» y ninguna de las canciones «aumentaba innecesariamente por encima del tempo medio». J. D. Considine declaró que era «mucho más agradable para los oyentes» que sus últimos álbumes y parecía «notablemente cercano en espíritu» a su disco debut, pues hacía hincapié en los ritmos dance y en las melodías pop.
| Un álbum de R&B producido maravillosamente con un montón de ritmos funky, abundantes teclados y arreglos de cuerda al estilo de Love Unlimited, Stories detalla la recuperación emocional continua de Madonna, de nuestra sociedad erotofóbica, de la prensa, de un mal matrimonio, de una infancia sin madre, de su propio narcisismo. —Peter Galvin, de The Advocate. |

Otro tema constante en las reseñas fue la comparación con su antecesor, Erotica, en términos de producción, sonido y estilo. De este modo, Jim Farber, de Entertainment Weekly, opinó que en este último la artista había explorado los ritmos oscuros y bajos del género dance de la cultura underground gay, mientras que Bedtime Stories «reemplazó las alianzas gais de Madonna por su obsesión con la cultura negra». J. Randy Taraborrelli, autor de Madonna: An Intimate Biography of an Icon at Sixty (2018), lo elogió por ser «considerablemente más dócil en estilo que el sonido etéreo y el contenido sexualmente explícito» de Erotica, y resaltó el «instinto agudo» de la intérprete sobre hacia dónde se dirigía la música pop. Greg Kot del Chicago Tribune señaló que era un «cambio bien recibido» en relación con los «escándalos estridentes» del álbum de 1992, y que Madonna se encontraba en su momento «más relajado y seductor en el nuevo disco». Concluyó que era su «placer culpable más irresistible». Barry Walters, del San Francisco Examiner, remarcó que abandonó la provocación del pasado y se dedicó a aspectos del amor mucho más sutiles en su «álbum más simple, tan agradable como valiente fue su predecesor». Brett Callwood del Metro Times reconoció que después de que conmocionara con éxito al mundo con Erotica, «definitivamente suavizó las cosas» en este disco, que se destacó porque Madonna permitió experimentar un poco, como en la «increíble canción homónima». De manera similar, Brendon Veevers de Renowned for Sound expresó que presentó a una «reina del pop mucho más suave», con baladas «conmovedoras» y éxitos pop «minimalistas», luego de que ejerciera por completo los temas abiertamente sexuales con su material anterior. People opinó que «después de un cóctel frío de disco, techno y S&M, que no funcionó tan bien con sus fanáticos, Madonna ha regresado a sus raíces pop para producir un álbum victorioso». Francesco Falconi, autor de Loco por Madonna. La Reina del Pop (2017), consideró que el sonido R&B fue «perfecto para enfriar el tono de Erotica y virar hacia un sonido distinto y una imagen menos provocadora». Además, observó que hubo una mayor atención a las letras y a la música y que la atmósfera en el material era «refinada y glamour». Para Eduardo Viñuela, uno de los editores de Bitch She's Madonna: La reina del pop en la cultura contemporánea (2018), en este material la intérprete se refugió «en la conexión con el arte para tratar de dejar atrás las polémicas» de Sex y Erotica.
En comentarios variados, Troy L. Smith, de The Plain Dealer, dijo que la falla del álbum fue el «fracaso por conquistar completamente el R&B de los años 1990 de la misma manera en que Dangerous de Michael Jackson ascendió a la cima del new jack swing». Aun así, destacó a «Bedtime Story» y «Take a Bow» como las más notables. El músico y compositor canadiense Owen Pallett, para Pitchfork, lo valoró con un 6.5 sobre 10; en su análisis a los temas, elogió la producción de «Take a Bow» y «Human Nature», pero criticó la «decepcionante» «Bedtime Story» y la duración «interminable» de «Secret». En un plano general, indicó que el sonido era «suave» y «sensual» y tenía su «encanto seductor», pero en la carrera «astuta de la estrella del pop» sigue siendo un «curioso fiasco, un asterisco a su omnipresencia, otro día caluroso en una ola de calor». Finalizó: «Cuando Madonna juega a ser turista con la cultura gay, con Broadway, con Hollywood, con el jungle de Reino Unido, es capaz de mantener las cosas (generalmente) deferentes e incluso interesantes y, muchas veces, logra la trascendencia. Pero aquí suena, tristemente, fuera de lugar como compositora y cantante [en] estos intentos mediocres de baladas R&B». Jim DeRogatis del Chicago Sun-Times, que lo había calificado como un disco de «R&B suave», aseguró que muchas personas «rechazarán [su] álbum sin siquiera prestarle atención [porque] simplemente están hartos de ella». Sebas E. Alonso de Jenesaispop lo consideró «amable y de agradable escucha», pero notó que «[ya] hemos visto a Madonna (porque este disco es de Madonna, ¿verdad?) cerrando mejores conceptos, canciones más personales y baladas más emocionantes». Jaime Cristóbal, del mismo sitio, fue más crítico aún; lo llamó su disco «más flojo» y admitió que no lograba «centrar el sonido en nada concreto o particularmente brillante». Pese a que Tina Maples del Milwaukee Journal Sentinel distinguió a «Secret», «Take a Bow» y «Bedtime Story» como las mejores del álbum, juzgó los «viejos clichés» y las baladas «soul-pop insulsas que confunden sofisticación con sonambulismo». A su vez, manifestó que Madonna estaba sintiendo las «consecuencias» de construir una carrera a base de escándalos.
Néstor Villamor, del diario digital español The Objective, escribió que, aunque «cumplió su función» después del «fracaso» de Erotica, el resultado fue «una colección de temas prescindibles» con la que «el tiempo no ha sido amable». Steve Morse, para The Boston Globe, lo calificó como «monótono» y «apático» y criticó su falta de «vida» y del «sello extravagante» de sus primeros materiales. Añadió que era un viaje «a ninguna parte» y la diversión que solía tener Madonna se había ido en «este disco downtempo», pues ahora parecía perdida y sin nada para decir. Allen Metz y Carol Benson, autores de The Madonna Companion: Two Decades of Commentary (1999), opinaron que «en lugar de representar una nueva dirección audaz para Madonna, Bedtime Stories apenas se arriesga en lo más mínimo [pues] no ofrece ni la epifanía pop de Like a Prayer ni el desvergonzado jolgorio de [sus] éxitos dance». Finalmente, Jim Farber de Entertainment Weekly declaró que sus fanáticos puede que aún «anhelen el optimismo eufórico de sus primeros éxitos, e incluso los oyentes de mente abierta quizá encuentren que las nuevas pistas funcionan menos como canciones individuales, [...] pero no se puede negar que Madonna sigue avanzando y cruzando barreras, esta vez, ayudando a otro tipo de música negra a penetrar más en la cultura dominante. Al parecer, la exhibicionista más desvergonzada del pop todavía tiene algo que revelar».

## Recepción comercial
En Estados Unidos, Bedtime Stories debutó en la tercera posición de la lista Billboard 200 el 12 de noviembre de 1994, con 145 000 unidades vendidas en su primera semana, detrás de Murder Was the Case de Snoop Doggy Dogg (197 000 unidades) y II de Boyz II Men (159 000 unidades). Si bien el debut fue un 15 % más bajo que Erotica (1992), que ingresó en el segundo lugar con 167 000 copias, el tiempo que estuvo en el conteo hizo que al final vendiese más que su predecesor. Luego de la presentación de Madonna en los American Music Awards, las ventas aumentaron un 19 %. Permaneció en total 48 semanas y en la lista anual de 1995 ocupó el número 28. Tan solo durante ese año vendió 1.1 millones de copias en el país, y en noviembre de 2005 obtuvo tres discos de platino por la Recording Industry Association of America (RIAA), en representación por tres millones de unidades certificadas. Para diciembre de 2016, había vendido 2 336 000 copias de acuerdo con Nielsen SoundScan, cifra que no incluye las ventas de clubes tales como BMG Music Clubs, donde se registraron 195 000 más. Tras publicarse en vinilo, vendió poco menos de mil copias e ingresó en el puesto 19 de la lista Vinyl Albums de Billboard el 3 de septiembre de 2016. En el conteo Top 100 Pop Albums de la revista Cash Box, Bedtime Stories ingresó en el segundo lugar en la edición del 12 de noviembre de 1994, detrás de Murder Was the Case; en diciembre de 1995, quedó en el trigésimo puesto en la lista de fin de año.
En Canadá, ingresó a las listas de RPM y The Record. En la primera, entró en la cuarta posición el 7 de noviembre de 1994; estuvo en total 32 semanas hasta junio del siguiente año, donde se ubicó por última vez en el número 93, y fue el 48.º y 41.º álbum más exitoso de 1994 y 1995 en el país, respectivamente. En la segunda, debutó en el octavo puesto en la edición del 19 de noviembre y, siete días después, ascendió al séptimo. El 19 de diciembre, la Canadian Recording Industry Association (CRIA) lo certificó con dos discos de platino por 200 000 unidades comercializadas; de acuerdo con Warner Music Canada, las ventas ascendieron a 250 000 durante ese año. En Australia, debutó en lo más alto el 6 de noviembre y estuvo 30 semanas en total; para fin de año, fue el 36.º álbum más exitoso. Tras la venta de 140 000 copias, recibió un disco de platino de parte de la Australian Recording Industry Association (ARIA). Tuvo un éxito menor en Nueva Zelanda, pues entró en el puesto cinco el 20 de noviembre y solo permaneció nueve semanas dentro del conteo. En la lista de álbumes de Japón, debutó en la décima posición en la edición del 10 de diciembre y posteriormente alcanzó la séptima; ese mismo mes, la Recording Industry Association of Japan (RIAJ) le entregó un disco de platino por 200 000 copias vendidas. Misma certificación recibió de parte de Pro-Música Brasil, por 250 000 unidades, y de la Recording Industry of South Africa (RiSA) por 50 000; en este último país, el material alcanzó la duodécima posición. Por su parte, la Cámara Argentina de Productores de Fonogramas y Videogramas (CAPIF) lo certificó con dos placas de platino tras haber distribuido 120 000 discos en la nación.
En Europa, el recibimiento comercial fue, en general, favorable. Ingresó en el número dos del UK Albums Chart de Reino Unido el 5 de noviembre de 1994 y permaneció un total de 30 semanas. La Industria Fonográfica Británica (BPI, por sus siglas en inglés) lo certificó con un disco de platino por la distribución de 300 000 copias. También llegó al segundo puesto en Finlandia, Francia, Italia y Portugal, y estuvo entre los cinco primeros en Alemania, Escocia, España y Suecia. En otros países como Austria, Bélgica, Hungría y Suiza, alcanzó la séptima posición, mientras que en Irlanda y Países Bajos la novena y la decimotercera, respectivamente. Por último, alcanzó el segundo puesto en la European Top 100 Albums de Music & Media, por detrás de Cross Road de Bon Jovi, y se situó en los números 49 y 33 en las listas anuales de 1994 y 1995, respectivamente. Billboard reportó que durante el primer trimestre de 1995, Bedtime Stories había vendido 1.7 millones de copias internacionalmente, y en abril de 1998, la Federación Internacional de la Industria Fonográfica (IFPI) le otorgó dos Platinum Europe Awards por haber superado la marca de dos millones de unidades en el continente europeo. En total, vendió un estimado de ocho millones de copias en el mundo.

## Premios y reconocimientos
| Ver a Bedtime Stories como algo más que una extensión de lo que [Madonna] había estado haciendo todo el tiempo sería negligente. Y en lugar de simplemente seguir las tendencias estadounidenses de la época, Madge inyectó al álbum con los sonidos trip hop que estaban de moda al otro lado del charco. Pero fue su refinado gusto literario, desde Proust a Whitman, así como el rechazo del público y de los medios a su politiqueo sexual, que realmente puso el álbum al corriente. —Sal Cinquemani, de Slant Magazine, en el artículo «Los 100 mejores álbumes de los años 1990», donde figuró en el puesto 63. |

Tras su publicación, Bedtime Stories apareció en algunas listas de los mejores discos de 1994, tales como en Billboard (puestos 2 y 10), The Village Voice (26), NME (30) y Slant Magazine, esta última dentro de las menciones honoríficas. Además, estuvo dentro de los conteos sobre los mejores álbumes de Madonna, cuyas evaluaciones retrospectivas fueron positivas. Por ejemplo, Jason Lipshutz de Billboard lo ubicó en el sexto puesto de los trece mejores de la artista y reconoció que, aunque no había sido tan explícito como Erotica, tampoco «fue un mea culpa por su polarizado proyecto anterior». En su lugar, capturó a la cantante «en transición, alejándose de la sexualidad explícita y confiando en el R&B y las baladas, antes de que se lanzara de cabeza a la música dance cuatro años después». Concluyó que «Human Nature», «Secret» y «I'd Rather Be Your Lover» resultaron más «interesantes que la mayoría de la música new jack publicada a mediados de los 90» y «Take a Bow» añadió una «clásica balada» al catálogo de Madonna. Steven E. Flemming, Jr., de Albumism, afirmó que era lo «más conmovedor» en su «profundo» catálogo y que «la Madonna que se encuentra aquí es un poco menos áspera y mucho más honesta, un contraste necesario con respecto a los años volátiles de la era Sex». En una clasificación sobre todos sus álbumes de estudio, Samuel Murrian, de Instinct, lo ubicó en la quinta posición y concluyó que era su material «más suave», pero que mostraba parte de su habilidad «más atractiva» como compositora. En 2013, Chris Gerard de Metro Weekly lo consideró su séptimo mejor trabajo: elogió su producción, los sencillos y la voz de Madonna y lo denominó «una colección exquisitamente pulida de canciones pop/R&B». Figuró en las listas de BuzzFeed (número 3), The Advocate (6), Spy (7), NME (8), Slencio (8); The Daily Telegraph (9) y Queerty (9); como reseñas, Gabriel Orqueda de Silencio lo consideró uno de sus discos que «mejor envejeció», y Priya Elan de NME destacó que fue una «mezcla potente porque hizo que el sonido fuese suyo de manera eficaz».
La era Bedtime Stories obtuvo varias nominaciones y reconocimientos en distintas ceremonias de premios. En la 38.ª entrega anual de los Grammy, el disco recibió una nominación a mejor álbum de pop, aunque perdió ante Turbulent Indigo de Joni Mitchell. Madonna se alzó con el premio bronce a mejor artista femenina en los Bravo Otto, celebrados en Alemania, y quedó entre las nominadas a la misma categoría en la primera edición de los Blockbuster Entertainment Awards de Estados Unidos, en los Brit Awards y Smash Hits Poll Winners Party de Reino Unido y en los MTV Europe Music Awards de Francia. Cash Box la nombró la solista más exitosa de 1995 en las listas de sencillos pop de la revista, y en los VH1 Fashion and Music Awards de ese año, fue honrada con las distinciones artista más a la moda y elección del público. Asimismo, los sencillos también lograron distinciones. La American Society of Composers, Authors and Publishers (ASCAP) reconoció a «Secret» y «Take a Bow» como una de las canciones más escuchadas en Estados Unidos durante la 13.ª ceremonia de los ASCAP Pop Music Awards, celebrada en mayo de 1996. «Bedtime Story» recibió la misma distinción en los ASCAP Rhythm & Soul Awards de ese mismo año, mientras que «Human Nature» ganó a mejor canción dance. En la 12.ª edición de los MTV Video Music Awards, Madonna recibió cinco nominaciones en total por los videoclips de «Human Nature» y «Take a Bow», de las cuales ganó a mejor vídeo femenino por este último, y «Bedtime Story» estuvo entre los candidatos a mejor vídeo internacional en los MuchMusic Video Awards.
| Año  | Premios                          | Trabajo nominado | Categoría                                | Resultado | Ref.    |
| ---- | -------------------------------- | ---------------- | ---------------------------------------- | --------- | ------- |
| 1994 | Bravo Otto                       | Madonna          | Premio bronce - mejor artista femenina   | Ganadora  | [ 179 ] |
| 1994 | Smash Hits Poll Winners Party    | Madonna          | Mejor solista femenina                   | Nominada  | [ 182 ] |
| 1995 | Blockbuster Entertainment Awards | Madonna          | Mejor artista pop femenina               | Nominada  | [ 180 ] |
| 1995 | Brit Awards                      | Madonna          | Solista femenina internacional           | Nominada  | [ 181 ] |
| 1995 | Cash Box Awards                  | Madonna          | Artista femenina pop del año (sencillos) | Ganadora  | [ 184 ] |
| 1995 | MTV Europe Music Awards          | Madonna          | Mejor artista femenina                   | Nominada  | [ 183 ] |
| 1995 | VH1 Fashion and Music Awards     | Madonna          | Artista más a la moda                    | Ganadora  | [ 185 ] |
| 1995 | VH1 Fashion and Music Awards     | Madonna          | Elección del público                     | Ganadora  | [ 185 ] |
| 1996 | Grammy Awards                    | Bedtime Stories  | Mejor álbum de pop                       | Nominado  | [ 177 ] |

## Legado
En opinión de Stan Hawkins, de la Universidad de Leeds, Bedtime Stories ha sido aclamado por los críticos como un «importante punto de llegada en la madurez de la artista, al plantarla firmemente dentro de los nuevos campos de la producción, la composición y la interpretación de canciones». Expuso que «la continua metamorfosis de su identidad construye un pluralismo que se ajusta a la agenda del posmodernismo. Esto significa que, en cierto sentido, su continuidad [en la industria] está asegurada dentro de un entorno heterogéneo que forma parte de una memoria social colectiva más amplia». A raíz de las controversias por sus proyectos anteriores, Francesco Falconi aseguró que el disco significó un «evidente cambio de rumbo» en el «largo recorrido» de su carrera, lo que sorprendió tanto a los fanáticos como a los críticos. Carmine Sarracino y Kevin M. Scott, autores de The Porning of America: The Rise of Porn Culture, what it Means, and where We Go from Here (2008), señalaron que todas aquellas críticas negativas que enfrentó a principios de la década de 1990 provocaron una reacción «acalorada» en ella, motivo por el cual en Bedtime Stories expresa una «aparente sorpresa de que su trabajo, tan evidentemente calculado para provocar, realmente haya provocado». Fermín Zabalegui, de la versión en español de GQ, elogió su capacidad de reinventarse en discos «tan legendarios» como Bedtime Stories. Según Eduardo Viñuela, el material presentó una imagen «dulcificada de la artista, un viaje interior, surrealista, misterioso, romántico y abierto a otras culturas». Jamieson Cox de Time lo llamó «infravalorado», opinión que compartió Graham Gremore, de Queerty, quien añadió que hoy en día continúa como uno de los más subestimados y menospreciados de su carrera y merece más atención de la que «jamás recibió». En este sentido, Troy L. Smith, de The Plain Dealer, explica que fue pasado por alto debido a que se publicó «entre su trabajo más polémico (Erotica) y, posiblemente, su mejor (Ray of Light)». Borja Prieto y Natalia Flores añadieron que «aunque no arrasó en su primer momento como sus trabajos anteriores, [...] el paso del tiempo lo ha convertido en una obra definitiva en su discografía».
Por el vigésimo aniversario de su publicación, Babyface contó a Billboard que le pareció toda una «experiencia surrealista» trabajar en el álbum con la cantante: «Hoy, cuando lo pienso, es difícil creer que incluso hice eso con Madonna. Siempre es bueno ser parte de un álbum que es un clásico, pero nunca sabes cuando formas parte de eso en ese momento. Solo el tiempo puede decirlo». Patrick DeMarco de Philadelphia afirmó que no fueron únicamente los momentos de «pop puro» lo que hizo «genial» este disco, sino que también consolidó a la artista «como el ícono que conocemos hoy». Bradley Stern de MuuMuse se refirió a él como uno de sus más grandes trabajos y uno de los más progresistas. Con respeto a los nuevos sonidos y géneros, observó que si Erotica «fue hecho para desafiar el nivel de confianza de la sociedad con la sexualidad, Bedtime Stories amplió todas las expectativas de los límites sonoros de Madonna». Brendon Veevers de Renowned for Sound lo calificó como una «obra maestra del pop en toda la extensión de la palabra» y agregó que las canciones ayudaron a forjar el éxito de la cantante a mediados de los años 1990, además de que presentó varios sencillos que desde entonces se han convertido en «algunas de las composiciones más valiosas y apreciadas» de su carrera. En abril de 2020, más de veinticinco años después de su publicación, el disco alcanzó la primera posición en la lista de iTunes de Estados Unidos, gracias a una promoción de descuento de la tienda y a una campaña publicitaria que los fanáticos de la artista organizaron en las redes sociales.
De acuerdo con la periodista Mary von Aue de la revista Vice, Bedtime Stories es el álbum «más importante» en su discografía. Antes de su lanzamiento, se lo había promocionado como una «disculpa por su comportamiento sexual», y los críticos esperaban que este fuera su «regreso a la inocencia». Sin embargo, en lugar de eso, Madonna decidió representarse como una figura sin arrepentimientos por los proyectos anteriores, donde además reaccionó ante el problema de las artistas femeninas que son examinadas por su sexualidad en lugar de su música y continuó dirigiéndose a sus críticos y a las personas que habían tratado de humillarla por ser provocativa. Por consiguiente, no fue la disculpa exacta que el público pidió, por lo que lo vieron como su regreso a una «expresión más segura de la sexualidad» e ignoraron la profundidad emocional del álbum. Para finalizar, la periodista agregó: «Hoy, Bedtime Stories no es el primer álbum que viene a la mente en el legado de Madonna. Sin embargo, es el más relevante para muchas de las discusiones culturales que aún están ocurriendo. Si hubiera aceptado el reclamo del público de disculparse, podría haber establecido una norma peligrosa sobre cómo el público puede decretar el silencio de un artista, y habría permitido que las categorías para las cantantes permanecieran en su lugar». De igual manera, Bianca Gracie de Idolator notó que el disco nunca dejó de lado su provocación sexual y optó por estar en contra de lo que los medios esperaban de ella en ese momento, es decir, disculparse. Además, lo calificó como una de las mayores eras musicales de la cantante y la más «sutil», y declaró que este álbum más accesible y con un sonido «atemporal» significó una evolución de Madonna como artista, lo que le ayudó a crear discos como Ray of Light años después. Finalizó:

Bedtime Stories demostró que Madonna nunca perdió su control. Cuando escuchas los sensuales tonos bajos y las influencias de R&B, llegas a comprender cuán perfectamente la cantante podría cambiar su personalidad sin dejar de sonar genuina. Como muchos de sus álbumes, Bedtime Stories tuvo un impacto en muchos artistas de hoy. Pero el LP habla a la nueva generación que prefiere la electrónica fría y el R&B en lugar de los alegres sintetizadores. Personas como Banks, Tinashe, Jhené Aiko y Rihanna tienen un sonido que mezcla voces glaciales con una producción cálida y conmovedora. Por eso, debemos agradecer a Madonna por susurrarnos historias dulces en la comodidad de su dormitorio musical.

## Lista de canciones
| Bedtime Stories |                                                      |                                                            |                       |          |  |
| N.º             | Título                                               | Escritor(es)                                               | Productor(es)         | Duración |  |
| 1.              | «Survival»                                           | Madonna Dallas Austin                                      | Nellee Hooper Madonna | 3:31     |  |
| 2.              | «Secret»                                             | Madonna Austin                                             | Madonna Austin        | 5:05     |  |
| 3.              | «I'd Rather Be Your Lover» (con Meshell Ndegeocello) | Madonna Dave Hall Isley Brothers Christopher Jasper        | Madonna Hall          | 4:39     |  |
| 4.              | «Don't Stop»                                         | Madonna Austin Colin Wolfe                                 | Madonna Austin        | 4:38     |  |
| 5.              | «Inside of Me»                                       | Madonna Hall Hooper                                        | Hooper Madonna        | 4:11     |  |
| 6.              | «Human Nature»                                       | Madonna Hall Shawn McKenzie Kevin McKenzie Michael Deering | Madonna Hall          | 4:53     |  |
| 7.              | «Forbidden Love»                                     | Babyface Madonna                                           | Hooper Madonna        | 4:08     |  |
| 8.              | «Love Tried to Welcome Me»                           | Madonna Hall                                               | Madonna Hall          | 5:21     |  |
| 9.              | «Sanctuary»                                          | Madonna Austin Anne Preven Scott Cutler Herbie Hancock     | Madonna Austin        | 5:02     |  |
| 10.             | «Bedtime Story»                                      | Hooper Björk Marius De Vries                               | Hooper Madonna        | 4:53     |  |
| 11.             | «Take a Bow»                                         | Babyface Madonna                                           | Babyface Madonna      | 5:21     |  |
| 51:42           |                                                      |                                                            |                       |          |  |

Créditos por samples
- «I'd Rather Be Your Lover» contiene un sample de «It's Your Thing», interpretado por Lou Donaldson (original de The Isley Brothers), cortesía de Blue Note Records, una división de Capitol Records, Inc.
- «Inside of Me» contiene samples de «Back & Forth», interpretado por Aaliyah, cortesía de Zomba Recording Corp.; «Outstanding», interpretado por The Gap Band, cortesía de PolyGram Special Markets, una división de PolyGram Group Distribution Inc.; y «The Trials of Life», interpretado por Gutter Snypes, cortesía de Liberty Groove Records.
- «Human Nature» contiene un sample de «What You Need», interpretado por Main Source, cortesía de Wild Pitch Records.
- «Forbidden Love» contiene un sample de «Down Here on the Ground», interpretado por Grant Green, cortesía de Blue Note Records, una división de Capitol Records, Inc.
- «Sanctuary» contiene un sample de «Watermelon Man», interpretado por Herbie Hancock, cortesía de Sony Music.

## Posicionamiento en listas
| País (Lista 1994-1995)                   | Posición más alta |
| ---------------------------------------- | ----------------- |
| Alemania (Offizielle Deutsche Charts)    | 4                 |
| Australia (ARIA)                         | 1                 |
| Austria (Ö3 Austria)                     | 7                 |
| Bélgica (IFPI Bélgica)                   | 7                 |
| Bélgica Valonia (Ultratop)               | 29                |
| Canadá (RPM Top 100 Albums)              | 4                 |
| Canadá (The Record)                      | 7                 |
| Escocia (Scottish Albums Chart)          | 3                 |
| España (AFYVE)                           | 5                 |
| Estados Unidos (Billboard 200)           | 3                 |
| Estados Unidos (Cash Box Top 100 Albums) | 2                 |
| Europa (European Top 100 Albums)         | 2                 |
| Finlandia (Suomen virallinen lista)      | 2                 |
| Francia (SNEP)                           | 2                 |
| Hungría (Mahasz)                         | 7                 |
| Irlanda (IFPI Irlanda)                   | 9                 |
| Italia (Musica e dischi)                 | 2                 |
| Japón (Dempa Publications Inc.)          | 7                 |
| Nueva Zelanda (RMNZ)                     | 5                 |
| Países Bajos (MegaCharts)                | 13                |
| Portugal (AFP)                           | 2                 |
| Reino Unido (UK Albums Chart)            | 2                 |
| Sudáfrica (RiSA)                         | 12                |
| Suecia (Sverigetopplistan)               | 5                 |
| Suiza (Schweizer Hitparade)              | 7                 |

| País (Lista 1994)                   | Posición |
| ----------------------------------- | -------- |
| Australia (ARIA)                    | 36       |
| Canadá (RPM Top 100 Albums)         | 48       |
| Europa (European Top 100 Albums)    | 49       |
| Finlandia (Suomen virallinen lista) | 29       |
| Francia (SNEP)                      | 44       |
| Reino Unido (UK Albums Chart)       | 24       |

| País (Lista 1995)                       | Posición |
| --------------------------------------- | -------- |
| Alemania (Offizielle Deutsche Charts)   | 25       |
| Austria (Ö3 Austria)                    | 50       |
| Bélgica Valonia (Ultratop)              | 53       |
| Canadá (RPM Top 100 Albums)             | 41       |
| Estados Unidos (Billboard 200)          | 28       |
| Estados Unidos (Cash Box Top 50 Albums) | 30       |
| Europa (European Top 100 Albums)        | 33       |
| Suiza (Schweizer Hitparade)             | 29       |

## Certificaciones y ventas
| País (organismo certificador) | Certificación | Unidades certificadas/ Ventas |
| ----------------------------- | ------------- | ----------------------------- |
| Alemania (BVMI)               | Platino       | 500 000                       |
| Argentina (CAPIF)             | 2× Platino    | 120 000                       |
| Australia (ARIA)              | 2× Platino    | 140 000                       |
| Austria (IFPI Austria)        | Oro           | 25 000                        |
| Bélgica (BEA)                 | Oro           | 25 000                        |
| Brasil (Pro-Música Brasil)    | Platino       | 250 000                       |
| Canadá (CRIA)                 | 2× Platino    | 200 000 250 000               |
| España (PROMUSICAE)           | Platino       | 100 000                       |
| Estados Unidos (RIAA)         | 3× Platino    | 3 000 2 531 000               |
| Francia (SNEP)                | 2× Oro        | 200 000 277 400               |
| Italia (FIMI)                 | 2× Platino    | 210 000                       |
| Japón (RIAJ)                  | Platino       | 200 000                       |
| Reino Unido (BPI)             | Platino       | 300 000                       |
| Singapur                      | —             | 50 000                        |
| Sudáfrica (RiSA)              | Platino       | 50 000                        |
| Suiza (IFPI Suiza)            | Oro           | 25 000                        |
| Sumario                       |               |                               |
| Europa (IFPI)                 | 2× Platino    | 2 000                         |
| Mundo                         | —             | 8 000                         |

## Historial de lanzamientos
| Fecha                  | Región         | Formato(s) | Discográfica(s)                | Refs.                  |
| ---------------------- | -------------- | ---------- | ------------------------------ | ---------------------- |
| 21 de octubre de 1994  | Australia      | CD casete  | Maverick Sire Warner Bros. WEA | [ 52 ]                 |
| 21 de octubre de 1994  | Nueva Zelanda  | CD casete  | Maverick Sire Warner Bros. WEA | [ 53 ]                 |
| 21 de octubre de 1994  | Europa         | CD casete  | Maverick Sire Warner Bros. WEA | [ 51 ] [ 198 ] [ 162 ] |
| 24 de octubre de 1994  | Reino Unido    | CD casete  | Maverick Sire Warner Bros. WEA | [ 54 ]                 |
| 25 de octubre de 1994  | Varios         | CD casete  | Maverick Sire Warner Bros. WEA | [ 50 ] [ 55 ]          |
| 5 de noviembre de 1994 | Japón          | CD casete  | Warner Music Japan             | [ 56 ]                 |
| 12 de agosto de 2016   | Estados Unidos | LP         | Rhino                          | [ 57 ]                 |
| 19 de agosto de 2016   | Reino Unido    | LP         | Rhino                          | [ 58 ]                 |
| 26 de agosto de 2016   | Australia      | LP         | Rhino                          | [ 52 ]                 |
| 26 de agosto de 2016   | Nueva Zelanda  | LP         | Rhino                          | [ 53 ]                 |
| 26 de agosto de 2016   | Europa         | LP         | Rhino                          | [ 51 ] [ 198 ] [ 162 ] |

## Créditos y personal
- Grabación en Axis Studios, The Hit Factory y Soundworks (Nueva York); Chappel Studios (Los Ángeles); DARP Studios y Tea Room (Atlanta); The Enterprise (Burbank); The Music Grinder (Hollywood); Wild Bunch Studios (Londres).
- Masterización en Sterling Sound (Nueva York).

### Intérpretes
- Madonna: artista principal, voz
- Meshell Ndegeocello: voz
- Babyface: coros
- Donna De Lory: coros
- Niki Haris: coros

### Músicos
- Dallas Austin: batería, teclado
- Babyface: sintetizador
- Tommy Martin: guitarra
- Meshell Ndegeocello: bajo
- Colin Wolfe: bajo
- Jessie Leavey: arreglo de cuerdas
- Craig Armstrong: arreglo de cuerdas
- Suzie Kattayama: dirección de orquesta
- Jessie Leavey: dirección de orquesta

### Diseño
- Dirección artística y diseño en Baron & Baron Advertising
- Fabien Baron: dirección artística, diseño
- Patrick Li: dirección artística, diseño
- Patrick Demarchelier: fotografía

### Composición y producción
- Madonna: composición, producción
- Dallas Austin: composición, producción
- Babyface: composición, producción, programación de batería
- Björk: composición
- Scott Cutler: composición
- Marius de Vries: composición, programación
- Milo Deering: composición
- Dave Hall: composición, producción
- Herbie Hancock: composición
- Nellee Hooper: composición, producción
- The Isley Brothers: composición
- Chris Jasper: composición
- Kevin McKenzie: composición
- Anne Preven: composición
- Colin Wolfe: composición
- Rick Sheppard: diseño de sonido
- Michael Fossenkemper: ingeniería
- Brad Gilderman: ingeniería
- Darin Prindle: ingeniería
- Alvin Speights: ingeniería
- Mark «Spike» Stent: ingeniería
- Gus Garces: asistente de ingeniería
- Kevin Parker: asistente de ingeniería
- Brian Rernenick: asistente de ingeniería
- Will Williams: asistente de ingeniería
- Andy Warwick: asistente de ingeniería
- Jon Gass: mezcla
- Alvin Speights: mezcla

Créditos adaptados de AllMusic y de las notas de Bedtime Stories.